# ستيفان أوستروفسكي
ستيفان أوستروفسكي (بالفرنسية: Stéphane Ostrowski)‏ مواليد 17 مارس 1962 في فرنسا، هو لاعب كرة سلة فرنسي معتزل. بدأ مسيرته الاحترافية في سنة 1982. يبلغ طوله 6 قدم 8.75 بوصة (2.1 م). مثّل منتخب بلاده. شارك في دورة الألعاب الأولمبية الصيفية سنة 1984. اعتزل اللعب في 2005.

## المسيرة الاحترافية
لعب مع لو مان سارت باسكت في الدوري الفرنسي من سنة 1982 إلى 1985، ثم لعب مع ليموج سي إس بي من سنة 1985 إلى 1992، ثم لعب مع شوليه باسكت في الدوري الفرنسي من سنة 1995 إلى 1998، ثم لعب مع إلان شالون من سنة 1999 إلى 2001.

## روابط خارجية
- ستيفان أوستروفسكي على موقع الاتحاد الدولي لكرة السلة (الإنجليزية)
- ستيفان أوستروفسكي على موقع كرة السلة الأوروبية.كوم (الإنجليزية)
- ستيفان أوستروفسكي على موقع ريلجم (الإنجليزية)
- ستيفان أوستروفسكي على موقع بروبوليرز (الإنجليزية)
- ستيفان أوستروفسكي على موقع سبورتس رفرنس (الإنجليزية)
- ستيفان أوستروفسكي على موقع أوليمبيديا (الإنجليزية)